# Estudios Miraval
Los Estudios Miraval son unos estudios de grabación ubicados en el Château de Miraval, una finca de 500 hectáreas en la localidad francesa de Correns, en la región de Provenza. Las instalaciones fueron fundadas en 1977 por el pianista de jazz Jacques Loussier y el ingeniero de sonido Patrice Quef. Los estudios operaron bajo el nombre de Studio Miraval hasta mediados de la década de 2000. En 2011, la finca fue comprada por los actores Brad Pitt y Angelina Jolie.
Desde su apertura, los estudios fueron utilizados por artistas de la talla de Pink Floyd, AC/DC o The Cranberries. Brad Pitt y el productor francés Damien Quintard reabrieron los estudios completamente restaurados y renovados en octubre de 2022 bajo el nombre de Miraval Studios.

## Historia

### Studio Miraval (1977 – 2000)

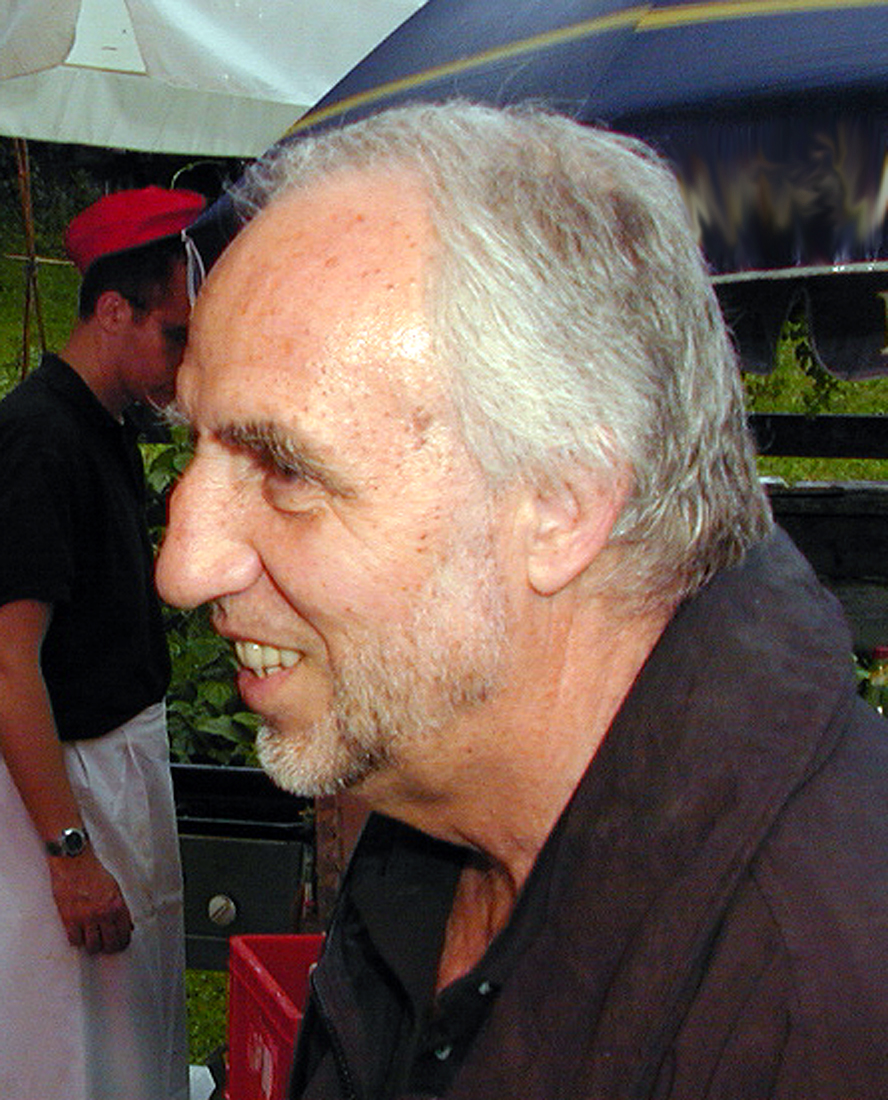
Jacques Loussier, fundador de Studio Miraval.

Durante cientos de años, la finca Miraval, en el Sur de Francia, ha inspirado a artesanos, viticultores y músicos por igual con su belleza sencilla y sobrenatural. Rodeada de jardines, terrazas de piedra, fuentes y un bosque de robles, la propiedad de 500 hectáreas ha producido vinos y aceitunas desde el siglo XIII.
En 1977, el entonces propietario de la finca, el pianista y compositor Jacques Loussier y el ingeniero de sonido Patrice Quef construyeron un estudio de grabación de última generación en la propiedad. En un principio, Loussier utilizó las instalaciones para grabar su propio material, fundamentalmente música para películas, y posteriormente comenzó a trabajar con artistas franceses como Maxime Le Forestier y Pierre Vassiliu.
Miraval alcanzó la fama gracias a Pink Floyd, quienes en 1979 grabaron allí parte de su álbum The Wall. Posteriormente, equipado con una de las primeras mesas de mezclas Solid State Logic de Francia, los estudios acogieron a artistas como AC/DC, Judas Priest, The Cranberries, The Cure, Muse, Wham!, David Sylvian, Rain Tree Crow), Chris Rea, Sade, the Go-Betweens, Steve Winwood, Yes, UB40, Chris Braide, Shirley Bassey, the Gipsy Kings, Shakatak, Rammstein, Fonky Family, Kelly Family y Jimmy Barnes. En 1987 la banda británica The Cure, grabó su exitoso álbum Kiss Me, Kiss Me, Kiss Me. Los españoles El Último de la Fila grabaron sus álbumes Como la cabeza al sombrero, en 1988 y Nuevo pequeño catálogo de seres y estares en 1990. En el año 2000, Rammstein grabó su álbum Mutter. En 2006, Muse grabaron parte del álbum Black Holes and Revelations.
En 1998, Loussier vendió Miraval al empresario Tom Bove, quien lo revendió en 2011 a los actores Brad Pitt y Angelina Jolie quienes decidieron cerrar el estudio.

### Miraval Studios (2022–presente)
Durante el verano de 2022, Brad Pitt, ya separado de Angelina Jolie (quien vendió su participación en Miraval), y el productor francés Damien Quintard reabrieron los estudios completamente rediseñados y renovados bajo el nombre de Miraval Studios. Sade fue la primera banda que grabó en las nuevas instalaciones. Los estudios fueron oficialmente reabiertos el 10 de octubre de 2022. 
Una de las primeras incorporaciones al equipamiento del estudio fue una consola con capacidades híbridas analógicas y digitales, un sistema Dolby Atmos y toda la tecnología necesaria para premezclar proyectos de cine y televisión. También se incluyeron cabinas de grabación y estaciones de trabajo para edición de sonido y video.